# ウェストリン (オレゴン州)
ウェストリン（英: West Linn）は、アメリカ合衆国オレゴン州クラカマス郡にある都市。人口は2万7373人（2020年）。現在はポートランド郊外のベッドタウンとして機能しているが、以前はウィラメット・フォールズによるエネルギー開発で栄えた。市名はオレゴン統治を訴えたミズーリ州セントジュネビーブ出身のルイス・フィールズ・リン上院議員の名に由来する。

## 歴史
ペオリア党と呼ばれるオレゴンで初めて米国州設立を目論んだ一派のメンバー、ロバート・ムーア少佐がオレゴンに到着したのは1839年のことだった。ムーアの少佐という称号は、米英戦争でペンシルベニア市民軍に参加し、恐らくは軍医として従事した時に与えられたものである。ムーアはウィラメット渓谷、コロンビア盆地を巡った後、オレゴンシティからウィラメット川を渡った先にあるウィラメット・フォールズの西側4 km2（1,000エーカー）の土地を、現地に住むアメリカ先住民の首長から購入した。そして1843年初頭には、その土地にロビンズネスト（ロビンの巣）という町の建設を計画した。ムーアはこの先住民とのユニークな取引が当時の法律上認められるのか分からず、当時のオレゴン・カントリー政府に陳情した。1845年12月22日、オレゴン準州政府は集落名をリンシティに改称した。リン郡の由来にもなった上院議員ルイス・フィールズ・リン博士の名から取られた。リン博士は、ムーア家のミズーリ準州時代からの旧友であり隣人であった。
長い間リンシティは隣に位置するオレゴンシティとの間で政治的・経済的なライバル関係にあったが、多くの悲劇や自然災害に見舞われた。1857年9月にはムーアがこの世を去った。1861年には大規模な火災と洪水が発生し、開拓者の集落を壊滅し、生き延びた家族らは太平洋岸北西部のあちこちに散らばってしまった。しかし数十年後、村があった場所には水門付きの運河と、工業団地が建設され再び発展するに至った。当時稼働していた企業の一部は、名称を変えて現在でも存在している。
1913年、現在のウェストリンの市制が施行し、1916年には隣接するウィラメットの町と合併した。ウィラメットは1908年に町制が敷かれた共同体で、旧ボルトン、旧マルトノマシティ、旧サンセットシティ、旧ウェストオレゴンシティなどの集落を含んでいた。

### 2006年の出来事
2006年、新しく発足したばかりの市政府・議会によって、多くの横領事件に旧政府が関与していたことが明らかとなった。最大の事件は140万米ドルを巻き込んだ横領事件で、80kmほど離れたスピリット・マウンテン・カジノの関係者と内通していた財政マネージャーによって行われた。オレゴン州法では市の会計は一年に一回監査を受けることを義務付けているが、ウェストリン市はこの会計検査を2002年から行っていなかった。法廷の会計検査員が行方不明の資金を捜査を終え、最近になってやっと定期的な会計検査が再開された。

## 地理
ウィラメット川とテュアラティン川の間に位置する。
アメリカ合衆国国勢調査局に拠れば、ウェストリン市の総面積は20.5 km2（7.9 mi2）で、このうち陸地は19.1 km2（7.4 mi2）、水域は1.3 km2（0.5 mi2）で水域率は6.57%である。
ザ・ネイチャー・コンサーバンシーが管理するカマシア自然区域が、ウェストリン中央部にある。区域内にはカマシア畑があるほか、珍しい品種を含む多くの植物が育てられている。カマシアは、球根が現地に住むアメリカ先住民の食料として重宝されていた。

## 人口動態

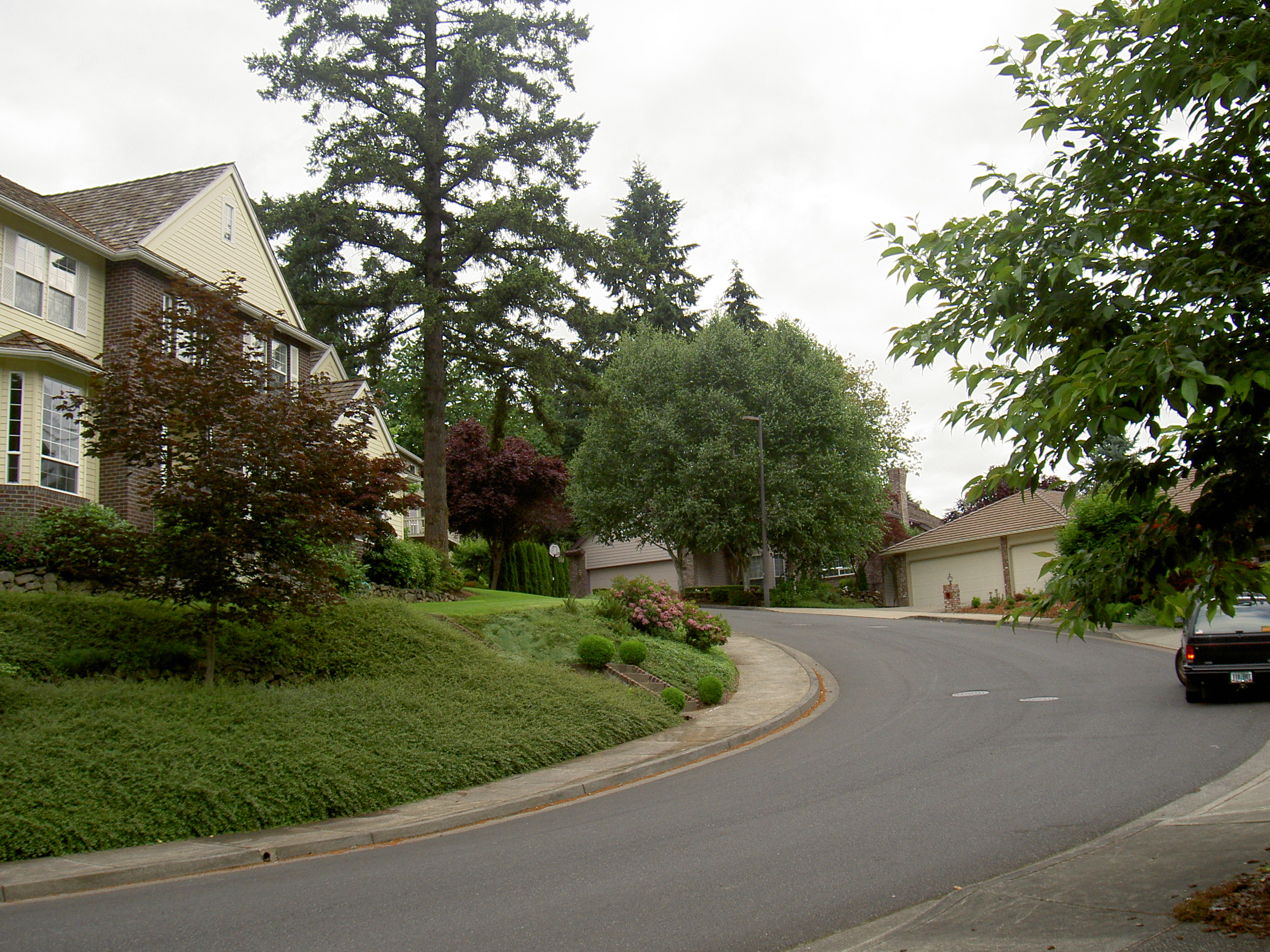
高台の住宅街

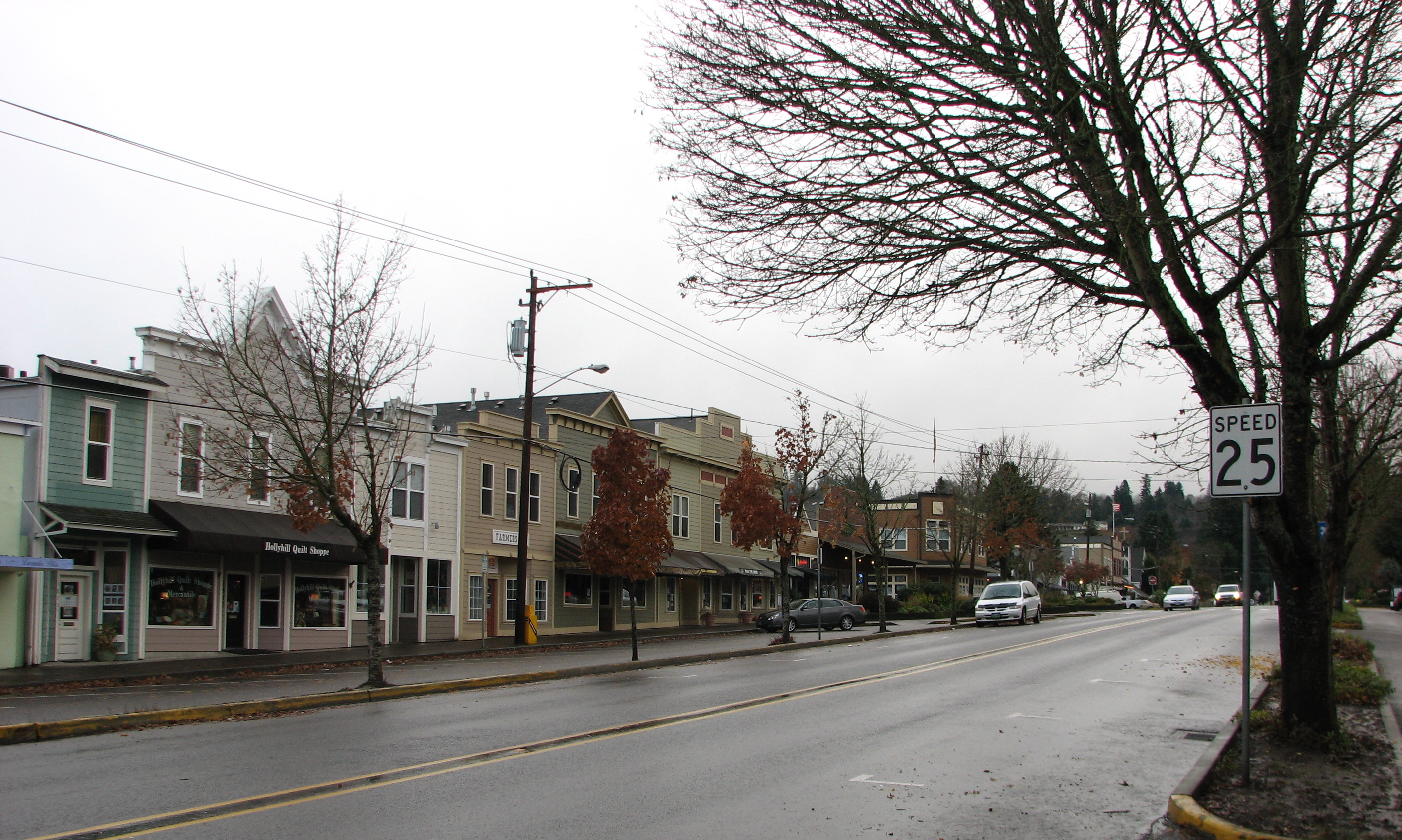
歴史あるウィラメット商業地区

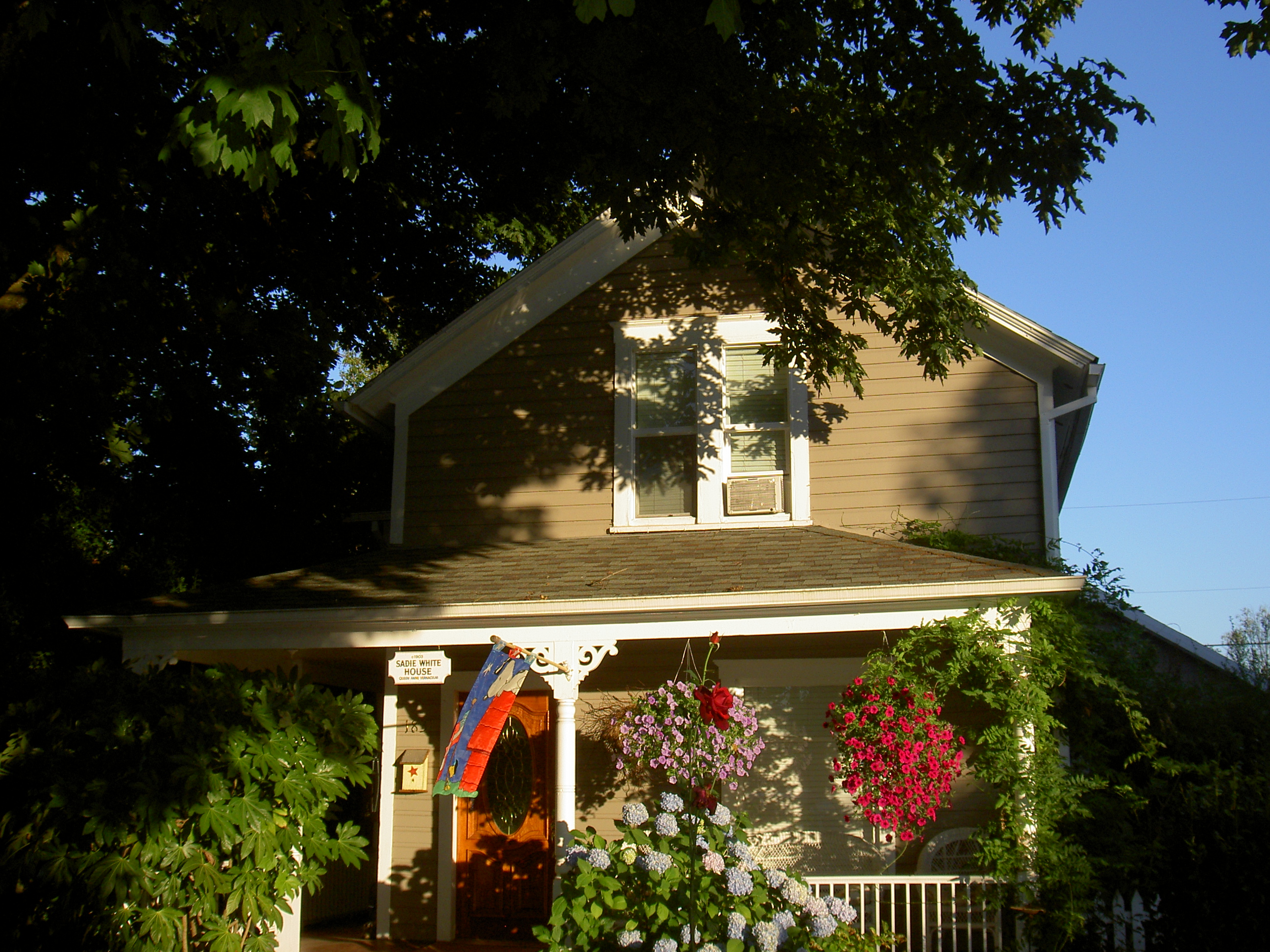
ウィラメット地区にあるゴシック復興様式の邸宅

2000年の国勢調査では、市の人口は22,261人で、8,161世帯、6,275家族が暮らしていた。人口密度は3,013.7/mi2（1,163.1/km2）だった。1,177.4/sq mi（454.4/km²）の平均密度に8,697軒の住宅が建っている。人種構成は、白人93.32%、アジア系0.54%、アフリカン・アメリカン0.35%、先住民0.35%、太平洋諸島系0.08%、その他の人種0.74%、および混血2.06%である。人口の2.87%はヒスパニックまたはラテン系だった。
8,161世帯のうち、41.5%が18歳未満の子供と一緒に生活しており、65.5%は夫婦で生活している。8.4%は未婚の女性または寡婦が世帯主であり、23.1%は結婚していない。18.0%は1人以上の独身の居住者が住んでおり、4.9%は65歳以上で独身である。1世帯の平均人数は2.72人であり、結婚している家庭の場合は、3.11人である。
市の住民は29.0%が18歳未満の未成年、18歳以上24歳以下が6.1%、25歳以上44歳以下が28.7%、45歳以上64歳以下が28.4%、および65歳以上が7.8%にわたっている。中央値年齢は38歳である。女性100人ごとに対して男性は99.0人である。18歳以上の女性100人ごとに対して男性は94.3人である。
この都市の世帯ごとの平均的な収入は72,010米ドルであり、家族ごとの平均的な収入は83,252米ドルである。（2007年の推定では、平均世帯収入が94,844米ドル、平均家族収入が108,821米ドルに増加している。）男性は61,458米ドルに対して女性は38,733米ドルの平均的な収入がある。この地域の一人当たりの収入 (per capita income) は34,671米ドルである。人口の3.9%および家族の2.9%の収入は貧困線以下である。全人口のうち18歳未満の3.6%および65歳以上の4.2%は貧困線以下の生活を送っている。

## 教育
市が運営する公共図書館があり、クラカマス郡図書館情報網の一部を成している。

## メディア
- ウェストリン・タイディングス

## 著名な居住者
- スティーブ・ブレイク：バスケットボール選手、ロサンゼルス・レイカーズ所属[11]
- ダーレン・フーリー：アメリカ合衆国下院議員
- ネイト・マクミラン：元バスケットボール選手、ポートランド・トレイルブレイザーズのヘッドコーチ[12]
- ケイド・マクナウン：フットボール選手
- ロバート・ムーア：リンシティ（ウェストリンの前身）の設立者
- ジェフ・スクラン：フットボール・コーチ
- チェール・ソネン：総合格闘家
- ミッチ・ウィリアムス：野球選手[13]
- モンティー・ウィリアムズ：元NBA選手、ポートランド・トレイルブレイザーズの元アシスタントコーチ、ニューオリンズ・ホーネッツのヘッドコーチ[14]